# شیمی معدنی زیستی

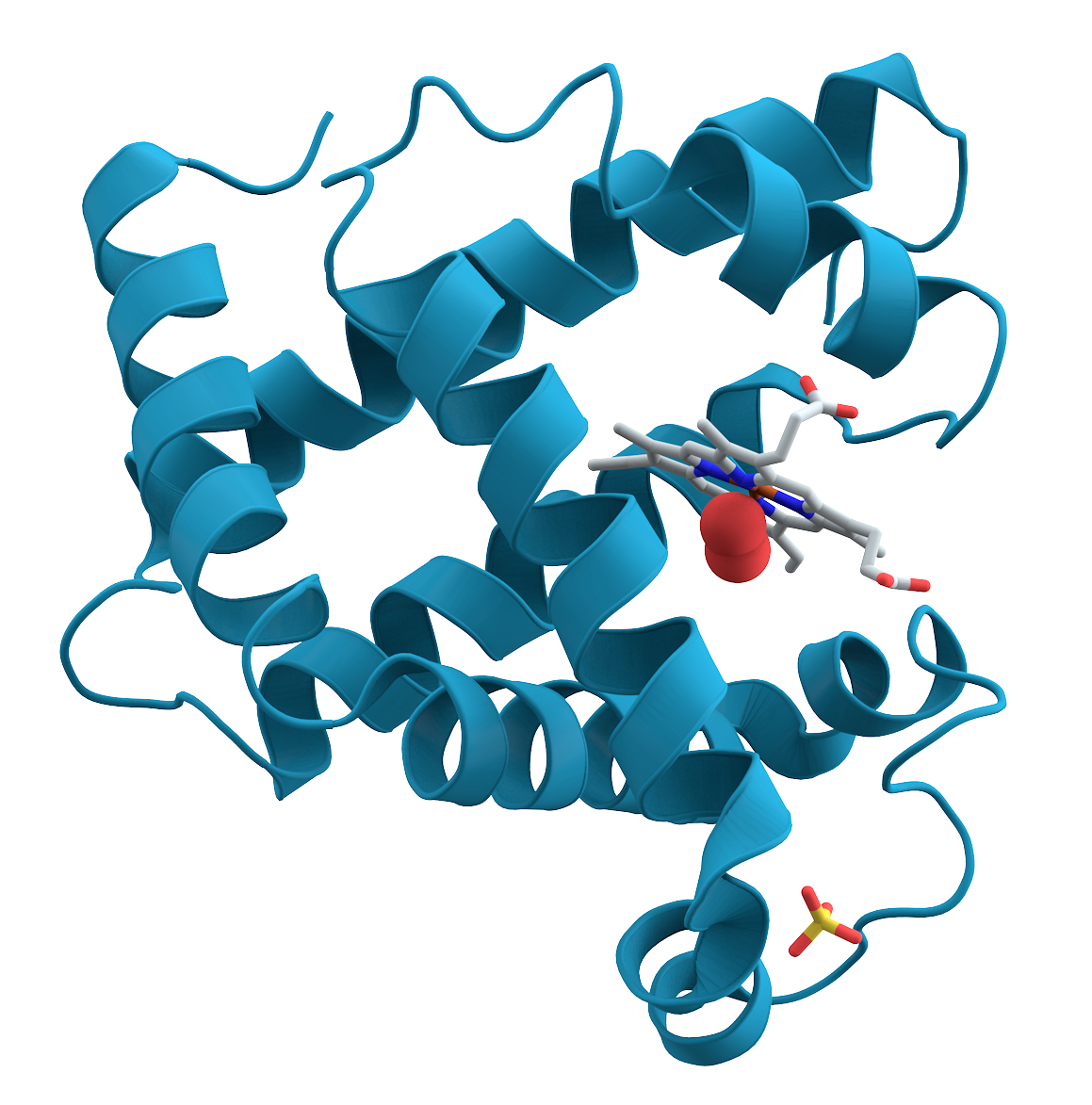
میوگلوبین از مهمترین مولکول‌ها در شیمی معدنی زیستی

شیمی معدنی زیستی (به انگلیسی: Bioinorganic chemistry) (زیست‌شیمی معدنی نیز گفته می‌شود که معادل Inorganic Biochemistry است)، میان‌رشته‌ای از دانش‌های شیمی معدنی و زیست‌شیمی است که به مطالعه کاربردهای ترکیب‌های معدنی و فلزها در ارگانیسم‌ها و برهم‌کنش‌های آنان می‌پردازد.

## موضوعات پایه
شیمی معدنی زیستی به بررسی موارد زیر می‌پردازد:
- متالوپروتئین‌ها
- فلزها در پزشکی
- مخمرشناسی و آنزیم‌ها
- شیمی محیط زیست
- شیمی آلی فلزی زیستی
- جابجایی اکسیژن در یاخته‌های زیستی
- کانی‌سازی زیستی